# Benedicto de Moraes Menezes
Benedicto de Moraes Menezes (Río de Janeiro, Río de Janeiro, Brasil; 30 de octubre de 1906 - ?; ?) fue un futbolista brasileño. Jugaba de delantero y su último club fue el Torino Football Club de la Serie A de Italia. Jugó con la selección de Brasil en la Copa Mundial de Fútbol de 1930.

## Selección nacional
Fue internacional con la selección de fútbol de Brasil disputando un partido en el Mundial de 1930. Jugó también en amistosos.

## Clubes
| Club       | País   | Año         |
| ---------- | ------ | ----------- |
| CR Brasil  | Brasil | 1924 - 1926 |
| EC Pelotas | Brasil | 1926 - 1927 |
| Botafogo   | Brasil | 1927 - 1932 |
| Fluminense | Brasil | 1933        |
| Torino FC  | Italia | 1933 - 1935 |
| SS Lazio   | Italia | 1935 - 1939 |